# 1980-as magyar fedett pályás atlétikai bajnokság
Az 1980-as magyar fedett pályás atlétikai bajnokság a hetedik bajnokság volt, melyet február 23. és február 24. között rendeztek Budapesten, az Olimpiai Csarnokban.

## Naptár
| február 23. | február 23.      | február 24. | február 24.       |
| Idő         | Esemény          | Idő         | Esemény           |
| ----------- | ---------------- | ----------- | ----------------- |
|             | 60 m férfi       |             | rúdugrás férfi    |
|             | 400 m férfi      |             | 200 m férfi       |
|             | 1500 m férfi     |             | 800 m férfi       |
|             | magasugrás férfi |             | 3000 m férfi      |
|             | távolugrás férfi |             | 60 m gát férfi    |
|             | súlylökés férfi  |             | 4 × 180 m férfi   |
|             | 400 m női        |             | hármasugrás férfi |
|             | 1500 m női       |             | 60 m női          |
|             | 60 m gát női     |             | 200 m női         |
|             | 4 × 180 m női    |             | 800 m női         |
|             | távolugrás női   |             | magasugrás női    |
|             |                  |             | súlylökés női     |

A selejtezőket délelőtt rendezték.

## Eredmények

### Férfiak
| Versenyszám | Arany                                                             | Arany   | Ezüst                                                  | Ezüst   | Bronz                                                     | Bronz   |
| ----------- | ----------------------------------------------------------------- | ------- | ------------------------------------------------------ | ------- | --------------------------------------------------------- | ------- |
| 60 m        | Nagy István Hevesi SE                                             | 6,80    | Tatár István Bp. Honvéd                                | 6,91    | Kiss Ferenc Csepel SC                                     | 6,93    |
| 200 m       | Babály László Debreceni MVSC                                      | 21,7    | Nagy István Hevesi SE                                  | 21,8    | Tatár István Bp. Honvéd                                   | 21,9    |
| 400 m       | Hornyacsek Nándor Újpesti Dózsa                                   | 48,0    | Paulinyi Péter Gödöllői EAC                            | 48,5    | Szalai József Szolnoki MÁV MTE                            | 49,4    |
| 800 m       | Paróczai András Szolnoki MÁV MTE                                  | 1:49,0  | Lovass Miklós Debreceni MVSC                           | 1:52,0  | Nagy Tibor Debreceni MVSC                                 | 1:52,6  |
| 1500 m      | Szeleczki József Bp. Honvéd                                       | 3:48,3  | Lajkó István Bp. Honvéd                                | 3:50,40 | Bene János MAFC                                           | 3:51,7  |
| 3000 m      | Török János Volán SC                                              | 7:58,1  | Sinkó György Bp. Honvéd                                | 8:08,6  | Szeleczki József Bp. Honvéd                               | 8:13,9  |
| 60 m gát    | Bakos György Újpesti Dózsa                                        | 7,89    | Törőcsik József Szolnoki MÁV MTE                       | 8,25    | Takács Ferenc Bp. Honvéd                                  | 8,35    |
| 4 × 180 m   | Dobos Péter Paulinyi Péter Fritz János Mátyok József Gödöllői EAC | 1:20,9  | Bankó Pál Nagy Mihály Laklia Pál Fóris László SZEOL AK | 1:21,2  | Tatár István Nagy Miklós Fetter György Bagyura Bp. Honvéd | 1:21,4  |
| magasugrás  | Gibicsár István TFSE                                              | 226 cm  | Gerstenbrein Tibor Csepel SC                           | 221 cm  | Társi Zoltán Tatabányai Bányász                           | 221 cm  |
| rúdugrás    | Salbert Ferenc Csepel SC                                          | 535 cm  | Makó Ernő Bp. Spartacus                                | 520 cm  | Fülöp László Bp. Honvéd                                   | 500 cm  |
| távolugrás  | Szalma László TFSE                                                | 777 cm  | Bakosi Béla Nyíregyházi VSSC                           | 763 cm  | Szenczi László TFSE                                       | 758 cm  |
| hármasugrás | Bakosi Béla Nyíregyházi VSSC                                      | 16,69 m | Kiss Tibor TFSE                                        | 16,14 m | Gábossy Árpád TFSE                                        | 15,71 m |
| súlylökés   | Kácsor István Gödöllői EAC                                        | 18,14 m | Szabó László Videoton                                  | 17,79 m | Csere Jenő Bp. Honvéd                                     | 16,86 m |

### Nők
| Versenyszám | Arany                                                         | Arany   | Ezüst                                                                        | Ezüst   | Bronz                                                                   | Bronz   |
| ----------- | ------------------------------------------------------------- | ------- | ---------------------------------------------------------------------------- | ------- | ----------------------------------------------------------------------- | ------- |
| 60 m        | Orosz Irén Újpesti Dózsa                                      | 7,57    | Juhász Erzsébet Szolnoki MÁV MTE                                             | 7,61    | Hrács Piroska Nyíregyházi VSSC                                          | 7,69    |
| 200 m       | Orosz Irén Újpesti Dózsa                                      | 24,2    | Juhász Erzsébet Szolnoki MÁV MTE                                             | 24,5    | Petrika Ibolya Nyíregyházi VSSC                                         | 25,2    |
| 400 m       | Pál Ilona Hatvani Kinizsi                                     | 54,4    | Petrika Ibolya Nyíregyházi VSSC                                              | 54,9    | Juhász Erzsébet Szolnoki MÁV MTE                                        | 55,9    |
| 800 m       | Lipcsei Irén Debreceni MVSC                                   | 2:06,8  | Horváth Janka Haladás                                                        | 2:06,9  | Petrik Éva KSI                                                          | 2:13,0  |
| 1500 m      | Lipcsei Irén Debreceni MVSC                                   | 4:22,4  | Horváth Janka Haladás                                                        | 4:22,7  | Babinyecz Józsefné Csepel SC                                            | 4:23,6  |
| 60 m gát    | Siska Xénia Bp. Vasas                                         | 8,21    | Bruzsenyák Ilona Újpesti Dózsa                                               | 8,63    | Balogh Katalin Zalaegerszegi TE                                         | 8,66    |
| 4 × 180 m   | Tarjányi Eszter Elek Edit Könye Irma Lukics Ildikó Bp. Honvéd | 1:31,2  | Perényi Gabriella Cseke Gabriella Orosházi Ágnes Boros Andrea Debreceni MVSC | 1:33,2  | Tóth Gabriella Gyovai Gertrud Baumann Gizella Ilisz Mária Újpesti Dózsa | 1:33,4  |
| magasugrás  | Mátay Andrea Újpesti Dózsa                                    | 190 cm  | Béla Emese Békéscsabai Előre Spartacus                                       | 180 cm  | Sámuel Edit Bp. Spartacus                                               | 175 cm  |
| távolugrás  | Fazekas Beáta TFSE                                            | 633 cm  | Ziegner Anikó Bp. Honvéd                                                     | 627 cm  | Vanyek Zsuzsa TFSE                                                      | 604 cm  |
| súlylökés   | Herth Hajnal Újpesti Dózsa                                    | 16,16 m | Menyhárt Krisztina Volán SC                                                  | 14,75 m | Papp Teréz Ferencvárosi TC                                              | 14,57 m |

## Új országos rekordok
- férfi 3000 m: Török János (7:58,1)
- férfi magasugrás: Gibicsár István (226 cm)
- férfi magasugrás: Társi Zoltán (221 cm) ifjúsági országos csúcs
- férfi hármasugrás: Bakosi Béla (16,69 m)
- férfi rúdugrás: Salbert Ferenc (535 cm)
- női 60 m gát: Siska Xénia (8,21)
- női 60 m gát: Tarjányi Eszter (8,77) ifjúsági országos csúcs